# Vilayanur S. Ramachandran
Vilayanur Subramanian "Rama" Ramachandran (1951) é um neurocientista indiano, diretor do Centro do Cérebro e da Cognição da Universidade da Califórnia, em San Diego, e coinventor da caixa de espelhos.

## Livros
- Fantasmas no Cérebro: uma investigação dos mistérios da mente humana. São Paulo: Ediotora Record, 2002. ISBN 8501055565